# Trionfo di san Tommaso d'Aquino (Lippo Memmi)
Il Trionfo di san Tommaso d'Aquino è un dipinto di Lippo Memmi, datato al 1323, anno della canonizzazione del santo. Si trova nella chiesa di Santa Caterina d'Alessandria a Pisa, appartenuta per secoli all'Ordine domenicano.

## Descrizione
In testa al dipinto si riconosce Gesù Cristo didaskalos e giudice, al di sopra di san Tommaso d'Aquino che sta al centro dell'opera con il capo cinto da un'aureola, mentre tiene in mano la Summa contra gentiles e altri quattro manoscritti. 

Al livello inferiore, su uno sfondo di colore azzurro, un cerchio dorato di santi con aureola: i quattro Evangelisti, san Paolo apostolo e Mosè si affacciano su un cerchio dorato di livello inferiore, mentre tengono in mano degli scritti dai quali si irradia una luce che raggiunge le opere di Tommaso.
Al livello ancora più basso, accanto a Tommaso vengono presentati Platone e Aristotele, interamente avvolti da un cerchio di luce dorata. La stessa luce avvolge il Dottore Angelico, ancora vivente sulla terra.
Sotto i piedi di Tommaso d'Aquino si trova un abbattuto Averroè, sdraiato in orizzontale mentre distoglie lo sguardo da un libro capovolto a terra.

Dai manoscritti a loro volta si dirama un fascio di raggi luminosi che toccano le menti dei laici e dei monaci ai piedi del Dottore, mentre discutono tra loro o rivolgono gli sguardi in alto verso di lui, ignorando Averroè.

## Significato

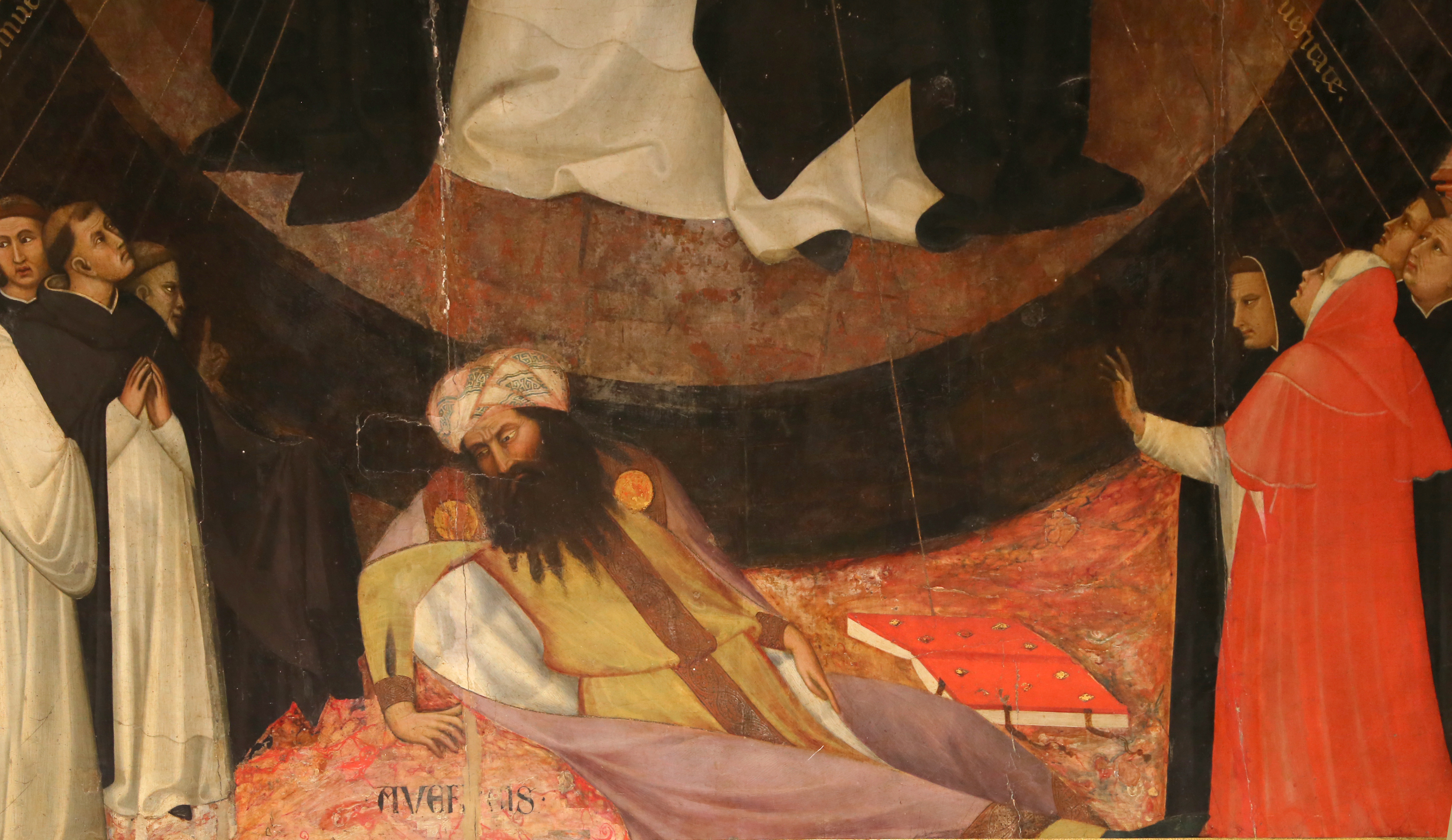
Averroè e le figure nel registro inferiore

Al di sotto del Verbo incarnato, che è Gesù, viene raffigurata la comunione dei santi. Dai loro scritti si irradia una luce, simbolo di verità, che illumina e viene concentrata nelle summae dell'Aquinate, posizionati al centro del dipinto.

Tommaso riceve luce tanto dagli scritti a carattere religioso dei santi cristiani quanto dagli scritti dei filosofi greci, posti accanto a lui.
La Summa contra gentiles, introdotta da Proverbi 8:7, avvia la vittoria della Chiesa trionfante sulla terra e l'umiliazione di Averroè che esce sconfitto da una disputa teologica, che causerà l'esilio del mistico maomettano fuori dalla Spagna. La teologia aristotelico-tomista cristiana si afferma su chi, sposando le tesi di al-Ghazali, affermava il primato della propria presunta ispirazione divina sulla verità dimostrata della filosofia e delle scienze seconde.
Tommaso e Averroè avevano una vasta conoscenza di tutti questi rami del sapere universale che reputavano essere creato e rivelato da Dio. La disputa sugli universali portò a mettere in discussione il dogma della Trinità.
Come il Figlio di Dio rivela il Padre ed è da Lui glorificato al di sopra di ogni altro Nome, così viene esaltata l'umiltà di san Tommaso che ha divinamente ricapitolato Colui che nei Vangeli è chiamato epi-stàtes: la tale parola greca è composta da una preposizione che significa "dietro, presso, al di sopra", ed è quindi analogia della superiore autorità della Verità, il Regno di Dio che, per bocca e per mano dei santi, si annuncia dall'alto nella creazione e nelle menti del genere umano, compresi gli scribi e dei farisei.

## Attribuzioni
Restano non identificate le figure ai lati della parte inferiore, il libro rosso capovolto accanto ad Averroè, così come gli altri scritti, di natura non precisata, che Tommaso tiene al di sotto della Summa.
Il dipinto differisce in questi aspetti dalle teorie di santi del Trionfo di Santa Maria Novella a Firenze. Insolitamente, il Maestro è racchiuso da un'edicola a forma di mandorla, non mostra nessun testo sacro, mentre Tommaso non è raffigurato accanto alla colomba dello Spirito Santo Dio, il primo e la perfezione dei doni divini.
Nessuno dei due è prosismo né dei santi alati né della Vergine Maria, venerata dal Dottore Angelico coi titoli di Mediatrice di Ogni Grazia e di Regina degli Angeli.  

La Vergine Madre di Dio, colmata di grazia dallo Spirito Santo Dio, media da questi:
- l'amore salvifico di Gesù Cristo, nella forma dei carismi necessari e sufficienti alla visione della Verità eterna,
- la grazia attuale della retta ragione alla luce della vera fede, dispensata per tramite degli angeli da Lui procedenti.[8]